# Aduna
Aduna é um município da Espanha, na província de Guipúscoa, no País Basco. Tem 6,95 km² de área e em 2021 tinha 482 habitantes (densidade: 69,4 hab./km²). Limita com os municípios de Andoain, Villabona e Zizurkil.